# 南阿默斯特 (麻薩諸塞州)
南阿默斯特（英語：South Amherst）是位於美國麻薩諸塞州漢普夏縣的一個普查規定居民點。

## 人口
根據2020年美國人口普查的數據，南阿默斯特的面積為11.00平方千米，當中陸地面積為10.94平方千米，而水域面積為0.06平方千米。當地共有人口4994人，而人口密度為每平方千米454人。